# 尹同皐
尹同皋（1587年—？），字舜邻，號舜葵，山西太原府興縣军籍。

## 生平
少聪敏绝伦，书无所不窺。年十八，中万历二十八年（1600年）庚子科山西乡试举人，四十一年（1613年）癸丑科進士，初授北直密云县知县，平政釐奸，吏民怀之。以行循良卓异，泰昌元年（1620年）十月行取兵科给事中，论劾兵部尚书崔景荣，天啓元年五月持节册封德府宁海王朱翊铎庶六子常沺为宁海王，九月升工科右给事中，请选将练兵，并荐抚臣朱燮元等，为同乡死难三臣张铨、何廷魁、高邦佐请再加赠官，仍许创构一祠春秋致祭。以驿递滥用夫马，参云南按察使庄祖诰、鹤庆府知府李乔岳、户部员外郎贺自镜及太监何允中等。二年九月，升刑科左给事中，十二月预掌京察，三年四月升户科都给事中，前后疏七十馀上，而钱粮、京察、屯田、保甲诸疏议尤中时弊。转太常寺少卿，五年四月升都察院右佥都御史、巡抚四川，削平奢崇明之乱，加兵部右侍郎，致仕归。遭亲丧，庐墓六年。推爱宗族，拯危济急，有范文正遗风。所著有《畏天斋实迹》、《抚蜀须知》行于世。

## 家族
曾祖尹崇伯，主簿。祖父尹沆，州同。父尹就汤，以选贡任山东鱼台知县，惠爱在民，后以子贵，诰封兵部右侍郎，通議大夫，寿七十余卒，崇祀乡贤。
子尹衡中，戊子乡试，后出数千金修文庙及儒学，人以为功在斯文。